# Vol Turkish Airlines 634
Le vol Turkish Airlines 634 était un vol intérieur régulier de Turkish Airlines de l'aéroport d'Istanbul-Atatürk à Diyarbakir, dans le sud-est de la Turquie. Le 8 janvier 2003 à 20 h 19 EET (18 h 19 UTC), l’avion effectuant le vol, un Avro 146-RJ 100, a percuté le sol à l’approche finale à environ 900 mètres du seuil de piste par mauvais temps.
Lors de la collision suivante avec une pente, un incendie a éclaté après la collision, tuant 75 des 80 occupants de l'appareil, y compris l'ensemble de l'équipage. Il s'agit de l'accident aérien le plus meurtrier impliquant le BAe 146.

## Contexte

### Avion
L'appareil impliqué dans l’accident était un Avro 146-RJ 100 construit en 1993 et portant le numéro de série du fabricant E3241. Détenu par Trident Jet (Dublin) Limited, il était équipé de quatre turboréacteurs LF507-1F de Lycoming et a effectué son premier vol en mars 1994. Jusqu'au moment de l'accident, il totalisait 20 000 heures de vol sur 17 000 cycles de vol,.

### Équipage et passagers
L'équipage se composait de deux pilotes et de trois agents de bord. Le commandant de bord Alaaddin Yunuk (34 ans), ancien pilote de l'armée de l'air turque, avait rejoint Turkish Airlines en 1995 et totalisait 6 309 heures de vol. Le copilote, Ismail Uluslu (33 ans), avait rejoint Turkish Airlines en 1998 et totalisait depuis 2 052 heures de vol. L'appareil transportait 75 passagers. Sur les 80 personnes à bord, six passagers ont d'abord survécu, mais un passager a succombé à ses blessures.

## Accident
Le vol 634 a quitté l'aéroport Atatürk d'Istanbul à 18 h 43 EET (16 h 43 UTC) pour effectuer le vol de près de deux heures à destination de Diyarbakir, dans le sud-est de la Turquie. Environ une heure de vol et 40 milles marins (70 km) de l’aéroport de destination, l’équipage a contacté le contrôle d’approche de l’aéroport de Diyarbakir, qui autorisait le vol à se rapprocher de l’aéroport par la piste 34 en utilisant la portée omnidirectionnelle VHF - un type de système de radionavigation à courte portée permettant à l’aéronef avec une unité réceptrice de déterminer leur position et rester sur le cap - et a demandé à l’équipage de descendre à 9 000 pieds (2 743,2 m). Le bulletin météorologique transmis à l’équipage par le contrôleur indiquait que la vitesse du vent et la visibilité étaient de 3 500 mètres (1,8898488105 nmi),,,.
Lorsque le vol a atteint 8 milles marins (14,816 km) de la piste 34 et une altitude de 5 000 pieds (1 524 m), le contrôle de la circulation aérienne a demandé à l'équipage de poursuivre l'approche et de rendre compte dès qu'il aurait établi le contact visuel avec la piste. L’équipage a accusé réception de l’appel et a préparé l’avion pour atterrir, déployer le train d’atterrissage et sortir les volets . En descendant, l’avion a atteint son altitude minimale de descente (MDA) de 2 800 pieds (853,44 m) - l'altitude la plus basse à laquelle la descente est autorisée en approche finale ou lors de manœuvres en cercle pour atterrir à l'exécution d'une procédure d'approche aux instruments standard lorsqu'aucun ILS électronique n'est fourni (l'aéroport n'était pas équipé d'un système d'atterrissage aux instruments ) - Les deux pilotes ont déclaré qu'ils n'avaient toujours aucune référence visuelle à la piste ou à son système d'éclairage d'approche en raison du brouillard épais. Un pilote a discerné quelques lumières au loin mais n’était pas sûr de leur appartenance,.
Néanmoins, enfreignant les procédures habituelles, le commandant de bord a décidé de poursuivre son approche jusqu'à 1 milles (1,609344 km) jusqu’à la piste et redescendre à 500 pieds (152,4 m) et au-delà, bien en dessous de la MDA. À 1 milles (1,609344 km) du seuil de piste et à une altitude de 200 pieds (60 m) (qui dans ce cas constituait la hauteur de décision ), le système d’alerte de proximité du sol (GPWS) a commencé à déclencher des alarmes sonores. Huit secondes plus tard, l’équipage a décidé d’interrompre l’atterrissage et a entamé une remise des gaz, mais avant de pouvoir exécuter son commandement, il a heurté le sol avec le dessous du fuselage et le train d’atterrissage à 20h19 EET (18h19 UTC). , 900 m du seuil de piste 34 et 30 m des feux d’approche à une vitesse d’environ 131 nœuds (242 km/h) ,.
L’avion a glissé au sol sur environ 200 m en commençant à se désintégrer. Finalement, il a heurté une pente, s'est cassé en trois morceaux principaux, a explosé et a pris feu; la plupart des corps et des parties de l'épave ont été brûlés. Les débris étaient répartis sur une superficie d’environ 800 m2,.
L'impact a immédiatement tué les deux pilotes, les trois agents de bord et 69 des 75 passagers. Six passagers ont survécu, dont l'un a toutefois succombé à ses blessures à l'hôpital.

### Réponse immédiate
Étant donné que le lieu de l'accident se trouvait dans les limites de l'aéroport, les équipes de recherche et de sauvetage du 2e commandement de l'armée de l'air tactique stationnées à la base aérienne de Diyarbakir , comprenant deux hélicoptères, ont été rapidement déployées. Cependant, aucun des deux hélicoptères n’a pu participer aux opérations de sauvetage à cause du brouillard épais qui, selon des témoignages oculaires, était parfois inférieur à un mètre. De nombreux camions de pompiers et ambulances ont été déployés pour éteindre l'incendie qui a suivi l'accident et secourir les victimes,.

## Enquête
L'enquête sur l'accident a été menée par la direction générale de l'aviation civile (DGCA) de Turquie. Les deux enregistreurs de vol - l'enregistreur de conversations de poste de pilotage (CVR) et l'enregistreur de données de vol (FDR) - ont été retrouvés intacts et ont été envoyés aux laboratoires de Turkish Airlines pour analyse.
Selon les dossiers, le capitaine Yunuk et le premier officier Uluslu auraient été dûment formés, qualifiés et expérimentés. Ils s'étaient reposés suffisamment avant de se rendre au travail le jour de l'accident. Les tests de dépistage de drogue et d'alcool ont donné des résultats négatifs.
Les enquêteurs se sont également tournés vers l'avion, mais n'ont détecté aucune anomalie. Tous les contrôles de maintenance ont été effectués correctement. Un examen minutieux des moteurs a révélé qu'ils fonctionnaient normalement au moment de l'accident. L’avion était correctement configuré pour l’atterrissage (les volets et le train d’atterrissage étaient bien sortis et l’altimètre était correctement réglé) et le système d’avertisseur de proximité du sol (GPWS) produisait également des alarmes pouvant être facilement entendues sur les enregistrements du CVR.
Les équipes de recherche et de sauvetage qui ont immédiatement été dépêchées sur place pour répondre à l'accident ont signalé un épais brouillard sur le site de l'accident et se sont plaintes du manque de visibilité qui en fonction de leur compte était aussi bas que 1 m parfois. Cela contredit clairement les informations météorologiques que le contrôleur de la circulation aérienne de l'aéroport de Diyarbakir a transmises à l'équipage quelques minutes avant l'accident. Selon eux, le feu ne pouvait même pas être vu avant d'arriver sur les lieux.
L’analyse du FDR et du CVR a révélé qu’au moment où l’appareil a heurté le sol, il se trouvait à un cap de 339° (nord-nord-ouest, dans l’axe de la piste) et à 900 m en deçà du seuil de la piste 34 à une vitesse de tangage positive de cinq degrés (ce qui correspond à une légère position en cabré). Il a été constaté que le pilote automatique avait été activé peu de temps avant l'accident.

### Rapport final
L'enquête a été achevée environ deux ans plus tard, en avril 2005, et a permis de conclure que l'équipage n'a pas réagi correctement à l'avertissement du GPWS, et, au contraire, à insister pour atterrir en dépit de la visibilité insuffisante, causer par l'épais brouillard, pour effectuer l'approche vers la piste.

## Voir également
- Vol Crossair 3597 - Un Avro RJ100 s’est écrasé dans des circonstances similaires.
- Accident de l'avion présidentiel polonais à Smolensk - Accident d'un Tu-154 de l'aviation polonaise alors que les pilotes tentaient d'établir un contact visuel dans un aéroport peu connu dans un épais brouillard.